# 公告
公告（こうこく）とは、政府・公共団体が、ある事項を広く一般に知らせること、または公人・私人が法令上の義務により特定の事項を広く一般に知らせることをいう。
日本法上の公告は、官報・新聞への掲載や掲示など文書又はインターネットなど電磁的方法により実施される。

## 公告と広告
「公告」は、「広告」と異なり、法令上の根拠に基づいて行われ、告知の対象となる情報の性質が公的なものを有していることが一般的である。

## 官公署による公告
官公署による公告は、主に官報や公報で行われる。また裁判所などでは裁判所の掲示板に掲示して公示とすることもある。官報や公報への掲載、および裁判所の掲示板に2週間程度掲示することにより、全国民が認知したと言う事になる。法律などは官報で公告され、条例などは公報で公告される。

## 株式会社における公告
この節で、会社法は条数のみ記載する。
株式会社については、決算公告（けっさんこうこく）など、各種の情報を公告することが諸法令により義務付けられている。
手段としては官報、あるいは時事に関する事項を掲載する日刊新聞紙によることが一般的であるが、インターネットの普及に伴い、2005年からはインターネット（ウェブページ）を媒体とした電子公告も可能となった。（「電子公告制度」第939条第1項3号）この場合、自社ウェブサイト内に、財務諸表や有価証券報告書などがPDFデータの形で公開されていることが多い。
公告の方法は登記事項である。日刊新聞紙の場合は「東京都において発行する日本経済新聞」「大阪市において発行する朝日新聞」のように発行地も合わせて記載することになっている。なお、定款に公告の方法の定めがない場合は、官報に掲載するものとして取り扱われる（939条4項）。また、日刊新聞紙に掲載した場合でも併せて官報への出稿が絶対必須となる『官報限定公告』も存在する。

### 必要な場合
- 反対株主の株式買取請求（165条4項）
- 単元株式数の変更（195条3項）
- 株券の提出に関する公告等(219条)
- 基準日(124条3項)
- 公開会社における株式の募集事項の決定の特則(201条4項)
- 公開会社における新株予約権の募集事項の決定の特則（240条3項）
- 吸収合併消滅株式会社の債権者が異議を述べることができる場合(789条2項)
- 社債権者集会の招集の通知(720条5項)

### 電子公告とは
会社法では、電子公告について2条34号で定義を定めた上その詳細を法務省令に委ねている。それを受け会社法施行規則223条が詳細を定めているが、そこでは「インターネットに接続された自動公衆送信装置を使用する方法」と規定されている。つまり、現行法ではインターネット以外の方法は用いることが出来ない。
なお、公告をしたい時に通信線やサーバ、通信機器などインターネットに関連する障害の発生等をあらかじめ想定し、「普段は電子公告を用いるがやむを得ない事由のときは官報ないしは日刊新聞紙（例：日本経済新聞）を用いる」といった定めをおくことも許容されている（939条3項）。

さらに、有価証券報告書を提出している公開会社については、EDINETへのリンクによって代替することも可能になった。